# Clio
Clio (greacă: Κλειώ) este una dintre cele nouă muze, fiica lui Zeus și Mnemosyne.

## Mitologie
În perioada clasică a fost considerată muza istoriei și este reprezentată în diverse picturi drept o tânără cu cărți în mână. Conform unei versiuni legendare, împreună cu Apollo l-a conceput pe fiul ei Hymenaios.
Celelalte opt muze sunt: Calliope, Erato, Euterpe, Melpomene, Polyhymnia, Terpsichore, Thalia și Urania.

## Varia
Un asteroid descoperit pe 25 august 1865 a fost denumit după ea.